# Heikinjärvi, Norrbotten
Heikinjärvi är en sjö i Pajala kommun i Norrbotten och ingår i Torneälvens huvudavrinningsområde.